# Brit ha-Birjonim
Brit ha-Birjonim (hebr. ברית הבריונים) – nazwa frakcji w ramach syjonizmu rewizjonistycznego powołanej do życia przez Abbę Achimeira w Mandacie Palestyny w roku 1930 lub 1931. Grupa odwoływała się do tradycji Sykariuszy, charakteryzowała się poglądami antykomunistycznymi i antybrytyjskimi, sympatyzowała z faszyzmem i postawami autorytarnymi, nawoływała do zerwania kontaktów z Brytyjczykami i walki o niepodległe państwo żydowskie za wszelką cenę.
Działalność Brit ha-Birjonim straciła na znaczeniu i osłabła po zatrzymaniach części działaczy ruchu rewizjonistycznego przeprowadzonych przez władze mandatowe w związku z zabójstwem Chaima Arlosoroffa w 1933 roku.

## Tło powstania

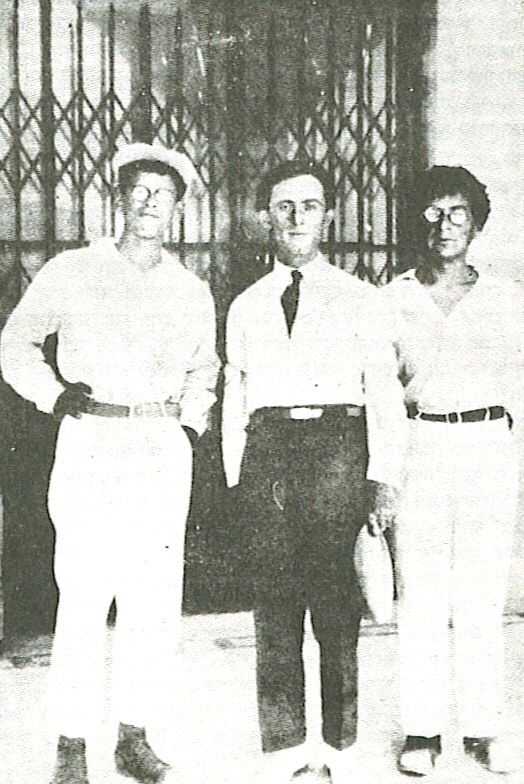
Główni działacze Brit ha-Birjonim. Od lewej: Abba Achimeir, Uri Cwi Grinberg i Jehoszu’a Jejwin.

W latach 20. XX wieku nacjonalizmy arabski i żydowski zaczęły coraz bardziej ze sobą konkurować. Jednym z miejsc konfliktu było Wzgórze Świątynne, zwane przez Arabów Al-Haram asz-Szarif. Arabowie postrzegali je jako wyłącznie muzułmańskie miejsce kultu religijnego. Podjęto także działania mające na celu podważenie praw Żydów do modlitwy na Wzgórzu Świątynnym. Żydzi z kolei postrzegali te działania jako naruszanie statusu quo jeszcze z czasów osmańskich. Jedną z odpowiedzi środowisk żydowskich było założenie przez Josefa Klausnera Komitetu Ściany Płaczu, który miał walczyć o prawa Żydów do modlitwy pod Ścianą Płaczu. Niezadowolenie z bierności władz Jiszuwu i braku reakcji Brytyjczyków na poczynania Arabów sprawił, że rewizjoniści z religijnymi syjonistami wezwali do protestów. 14 sierpnia w Jerozolimie w święto Tisza be-Aw Klausner oraz innymi działaczami syjonistycznymi przemaszerowali pod Ścianę Płaczu. Doprowadziło to na następny dzień do niekontrolowanych przez obie strony wystąpień. Wielki mufti Jerozolimy wezwał wiernych do obrony Al-Haram asz-Szarif. Niepokoje przerodziły się w akty agresji. 24 sierpnia w Hebronie Arabowie zabili 59 Żydów, a 29 sierpnia w Safedzie zabitych zostało 20. Łącznie w zamieszkach zabito 133 Żydów.
Achimeir uznał, że polegli w pogromach są męczennikami ruchu na rzecz budowy żydowskiego państwa. Za nieakceptowalną postrzegał bierność władz syjonistycznych wobec arabskiej agresji, a politykę Brytyjczyków w Mandacie Palestyny uznał za zdradę. Rozwiązanie tej sytuacji widział wyłącznie w rewolucyjnym zrywie zbrojnym przeciw władzom mandatowym i Arabom.
Pod koniec 1930 roku Achimeir, Uri Cwi Grinberg i Jehoszu’a Jejwin powołali do życia Brit ha-Birjonim. Shindler podaje, że organizacja została powołana do życia w październiku 1931 roku.
Hebrajskie słowo birjonim (hebr. l.mn. בריונים, pol. bandyci, chuligani, wandale) było stosowane w Talmudzie wobec Żydów, którzy zaangażowani byli w powstanie przeciw Rzymianom, które zakończyło się zniszczeniem Drugiej Świątyni w 70 r.n.e. Powstańcy potępiani byli za ich militaryzm, fanatyzm oraz ataki na Żydów postrzeganych przez powstańców za zdrajców.

## Ideologia i działania Brit ha-Birjonim
Abba Achimeir zaczynał swoją działalność syjonistyczną w socjalistycznym Ha-Po’el ha-Ca’ir, w którym pozostawał do 1927 roku. Achimeir fascynował się rosyjskimi ruchami rewolucyjnymi, w szczególności dekabrystami. W 10. rocznicę rewolucji październikowej napisał serię artykułów, w których uzasadniał swoje odejście od socjalizmu. Z jednej strony podziwiał osiągnięcia rewolucji bolszewickiej i postać Włodzimierza Lenina jako przywódcy, ale z drugiej strony krytykował Lwa Trockiego i Lenina za wprowadzanie dyktatury, represje wobec Żydów oraz ofiary, jaki pociągnęła za sobą rewolucja. Z tego okresu życia Achimeirowi pozostała ideologiczna fascynacja rewolucją. Za żydowski ruch rewolucyjny postrzegał właśnie rewizjonizm na czele z Ze’ewa Żabotyńskiego. Achimeir twierdził, że Żydzi w drodze ku niepodległości powinni wzorować się na ruchach rewolucyjnych z Europy Zachodniej, np. na włoskim faszyzmie i Benito Mussolinim. Według niego przywódca włoskich faszystów ucieleśniał w sobie ideały Giuseppe Garibaldiego, Giuseppe Mazziniego czy Camillo Cavoura. Włoscy rewizjoniści, m.in. Leone Carpi, otwarcie twierdzili, że faszyzm i rewizjonizm są sobie bardzo bliskie.
Aktywność Brit ha-Birjonim była bliższa działalności intelektualnej, niż podziemnej walce zbrojnej jak w przypadku Irgunu czy Lechi. Frakcja służyła jako ideologiczny pas transmisyjny pomiędzy rewizjonistami Żabotyńskiego, a rozwijających się w latach późniejszych podziemnych organizacjach. Szeregi Brit ha-Birjonim zasilane były głównie aktywistami, którzy w przeszłości należeli do różnych ruchów socjalistycznych, ale z różnych powodów je porzucili i wykazywali wobec nich skrajną wrogość. Inspirację stanowiły dla nich prace badawcze nad starożytną historią Żydów Klausnera, poezja Grinberga oraz narodowowyzwoleńcze ruchy w Polsce, Irlandii czy we Włoszech. Militaryzm i postawy rewolucyjne były jednak przekazywane polskiej młodzieży w Bejtarze przez działających w organizacji wychowawców i instruktorów. Wśród nich był m.in. Jirmejahu Halperin, który prowadził dla młodych Żydów zajęcia z zakresu samoobrony oraz walki i był stawiany za wzór w polskim Bejtarze. Sam Achimeir uważał edukację w celach obronnych za niewłaściwą. Według członków Brit ha-Birjonim młodzież żydowska musiała być przygotowywana na życie w cierpieniu i przemocy oraz duchowej sile.
W 1932 roku podczas uczczenia rocznicy wybuchu powstania Bar Kochby w 132 roku Jejwin i Achimeir porównali sytuację Żydów pod panowaniem Rzymian do realiów mandatowych. Jejwin odwołał się do wiersza Grinberga o Sykariuszach, który poeta napisał w reakcji na pogrom w Hebronie w 1929 roku. Oskarżył także rabinów o pomijanie w historii Żydów elementów związanych z wojowniczością.
W 1931 roku w Palestynie zaczęto wydawać gazetę „Chazit ha-Am” (hebr. חזית העם), która była prasowym organem rewizjonistów i Bejtaru w mandacie. Z czasem została zdominowana przez maksymalistów. W gazecie bardzo często pojawiały się artykuły sympatyzujące z ruchami autorytarnymi z Europy Zachodniej. Pojawił się w niej artykuł Johna Stracheya, zwolennika Oswalda Mosleya.
Radykalne skrzydło rewizjonistów, w tym członkowie Brit ha-Birjonim, popierali postulaty, aby odłączyć się od Światowej Organizacji Syjonistycznej i stworzyć własną strukturę, na której czele znajdzie się Żabotyński z kompetencjami dyktatorskimi. Dodatkowo postulowali, aby zastąpić ugodowych oficjeli rewizjonistycznych osobami, które charakteryzowały się wojowniczym podejściem do niepodległości i państwa żydowskiego. W 1932 roku na 2. Światowej Konferencji Rewizjonistów w Wiedniu Achimeir stwierdził, że „XX wiek należy do dwóch rzeczy: młodzieży i dyktatury”.
Do 1933 roku maksymaliści wyrażali podziw dla niemieckiego narodowego socjalizmu, jako ruchu, który, jak uważali, przywracał pruskie tradycje, likwidował wpływy marksistowskie, promował wśród młodych idealizm. Według członków Brit ha-Birjonim tę samą drogę powinni wybrać Żydzi. Jejwin określał nazizm mianem ruchu narodowowyzwoleńczego i porównywał go do czechosłowackiego Sokoła, bolszewików czy polskich Legionów. Początkowo antykomunistyczny charakter narodowego socjalizmu przysłaniał maksymalistom antysemityzm Adolfa Hitlera, którzy uważali, że niemiecki rasizm nie różnił się niczym od amerykańskiego, czy południowoafrykańskiego. Sam Żabotyński musiał interweniować w kwestii sympatii Brit ha-Birjonim dla niemieckiego narodowego socjalizmu. Dopiero kiedy Hitler został mianowany kanclerzem, a antysemicka retoryka NSDAP zaczęła przybierać na sile, maksymaliści ogłosili całkowity bojkot Niemiec. Organizowali m.in. akcje zrywania nazistowskich flag na niemieckich konsulatach w Jerozolimie i Hajfie. W 1933 roku członkowie Brit ha-Birjonim rozpoczęli wśród polskich Żydów agitację na rzecz wyjazdu do Palestyny i przyłączenia się do ruchu.
Członkowie Brit ha-Birjonim przeprowadzali także protesty przeciwko brytyjskim oficjelom w Palestynie, dęli w szofar po Jom Kipur mimo oficjalnego zakazu wydanego przez władze mandatowe, a także zakłócali spisy ludności prowadzone przez Brytyjczyków, które uważano za próby ustanowienia dominacji arabskiej w Palestynie .

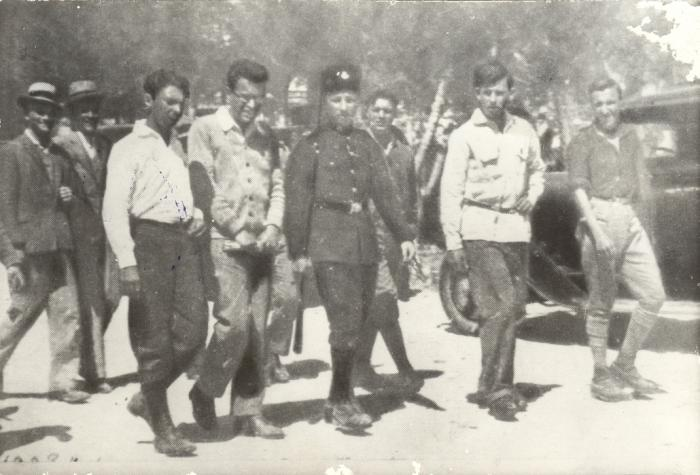
Abba Achimeir (w okularach i kajdankach) w drodze do sądu w Jerozolimie (1933).

W czerwcu 1933 roku w Tel Awiwie został zamordowany działacz syjonizmu socjalistycznego Chaim Arlosoroff, który brał udział w zawarciu porozumienia Ha-Awara. Władze mandatowe uznały, że winnymi byli rewizjoniści. Aresztowano 15 rewizjonistów i członków Bejtaru, w tym Achimeira, Jejwina, a także Kalmana Kacnelsona. Aresztowanie Achimeira uczyniło z niego bohatera ruchu rewizjonistycznego. Śledztwo nie zakończyło się ostatecznym wskazaniem morderców z braku jednoznacznych dowodów. Achimeir otrzymał wyrok pozbawienia wolności na okres 21 miesięcy za podburzanie przeciw władzom brytyjskim. W obronę więzionych rewizjonistów zaangażowany był sam Żabotyński. Brak jednoznacznych wyroków skazujących za planowanie zabójstwa umocnił pozycję Żabotyńskiego jako prawdziwego obrońcę młodzieży rewizjonistycznej. Jednocześnie proces osłabił pozycję Achimeira i pozycję Brit ha-Birjonim.